# レゴ スパイダーマン
レゴ スパイダーマン（LEGO Spider-Man）は、マーベル・コミックのスーパーヒーローのキャラクター「スパイダーマン」をテーマにしたLEGOの建設玩具シリーズである。2002年にLEGOスタジオが同名の映画をもとにしたセットを展開し発売した。2年後には続編の映画「スパイダーマン2」をもとに制作されたセットが追加で発売された。しかし、このシリーズは「スパイダーマン3」公開前に終了し、権利はメガブランドに融合し売却された。メガブランドはマーベル・エンタープライズとの複数年のライセンスを結び、メガ・ブロックスのおもちゃとして、マーベルキャラクターをモチーフとしたお遊びセットや車両、その他の建設テーマの商品を作る権利を獲得した。
2012年、レゴはこのテーマを復活させ、同年アニメの『アルティメット・スパイダーマン』に基づく複数のセットを「レゴ マーベル スーパーヒーローズ」路線で展開した。2016年からは、このテーマは２つとも簡略化された。2017年・2019年・2021年には、『スパイダーマン:ホームカミング』、『スパイダーマン:ファー・フロム・ホーム』、『スパイダーマン:ノー・ウェイ・ホーム』を基にしたおもちゃセットが発売された。『スパイダーマン:アクロス・ザ・スパイダーバース』ではレゴ版スパイダーマンの世界が登場し、ニック・ノウィッギがピーター・パーカー役を担当した。日本語吹き替え版では猪野学が担当した。

## 概要
この商品は当初、サム・ライミ監督のスパイダーマン映画シリーズを基にした玩具商品だったが、2012年からは新作映画やアニメをテーマに玩具開発を進めるようになった。この玩具は、スパイダーマンがニューヨーク市でスーパーヴィランたちと戦う姿をテーマにしており、それをLEGOで再現することを目的としている。
このスパイダーマンのセットは、主にマーベルの正史である「マーベルユニバース」にインスパイアされている。この建設玩具シリーズは、マーベルのフランチャイズを基にしており、マーベル・エンターテイメントとの協力のもとで開発された。時にはストーリーラインの出来事を再現することもあるが、これらのセットの多くは、マーベルユニバースにある物語の流れとは関係のないお遊びセットとしてデザインされている。

## 建設セット

### 実写おもちゃシリーズ (2002年 - 2004年)
2002年からブリックリンクとレゴがスパイダーマンをテーマとした14個のレゴセットと宣伝用ポリバッグを発売し、2004年末までに製造中止となった。
| Spider-Man                      | 製造番号 | 米国発売日 | 付録 |
| ------------------------------- | -------- | ---------- | --- |
| Green Goblin                    | 1374     | 2002       | グリーン・ゴブリン, メリージェーン・ワトソン                                                                     |
| Wrestling Scene                 | 1375     | 2002       | スパイダーマン (レスリング・スーツ), Bone Saw, Camera Man                                                        |
| Spider-Man Action Studio        | 1376     | 2002       | スパイダーマン、強盗、映画監督、カメラマン、スタントマン                                                         |
| Spider-Man Action Pack          | 10075    | 2002       | スパイダーマン、ピーター・パーカー、グリーン・ゴブリン、メリージェーン・ワトソン、警備員、映画監督、スタントマン |
| Spider-Man's First Chase        | 4850     | 2003       | スパイダーマン (レスリング・スーツ)、カージャッカー, 男性警察官                                                  |
| The Origins                     | 4851     | 2003       | スパイダーマン、ピーター・パーカー、メリージェーン・ワトソン、ノーマン・オズボーン、グリーン・ゴブリン、科学者   |
| The Final Showdown              | 4852     | 2003       | スパイダーマン、メリージェーン、グリーン・ゴブリン、タクシー・ドライバー                                         |
| Spider-Man 2                    | 製造番号 | 発売日     | 付録 |
| Spider-Man's Street Chase       | 4853     | 2004       | スパイダーマン、強盗（2個）                                                                                      |
| Doc Ock's Bank Robbery          | 4854     | 2004       | スパイダーマン、ドクオック、メイおばさん、警察官（2）                                                            |
| Spider-Man's Train Rescue       | 4855     | 2004       | スパイダーマン、ドクオック、J・ジョナ・ジェイムソン、電車の運転士                                                |
| Doc Ock's Hideout               | 4856     | 2004       | スパイダーマン、ピーター・パーカー、ドクオック、メリージェーン、ハリー・オズボーン                               |
| Doc Ock's Fusion Lab            | 4857     | 2004       | スパイダーマン、ドクオック、ハリー・オズボーン、病院の運転士                                                     |
| Doc Ock's Crime Spree (Lego 4+) | 4858     | 2004       | スパイダーマン、ドクオック、警察官                                                                               |
| Doc Ock's Café Attack (Lego 4+) | 4859     | 2004       | スパイダーマン、ピーター・パーカー、ドクオック                                                                   |

### LEGO 4+
2004年5月に、LEGO 4+ シリーズとして『スパイダーマン2』映画をテーマにした2つのセットが発売された。このシリーズは『スパイダーマン2』テーマの大型ピース版として開発され、4+テーマとして唯一の映画ベースのセットでもあった。発売された2つのセットは、Doc Ock's Crime Spree（セット番号：4858）とDoc Ock's Cafe Attack（セット番号：4860）である。

### 復活シリーズ (2012年 - 現在)

#### アルティメット・スパイダーマン
Spider-Man's Doc Ock Ambush（製造番号：6873）は、テレビアニメ『アルティメット・スパイダーマン』を基にしたセットで、2012年7月24日に発売された。
2013年1月3日には、以下の2つのセットが発売された。
- Spider-Man: Spider-Cycle Chase（製造番号：76004）
- Spider-Man: Daily Bugle Showdown（製造番号：76005）

2014年2月18日には、以下の3つのセットが発売された。
- Spider-Trike vs. Electro（製造番号：76014）
- Doc Ock Truck Heist（製造番号：76015）[9]

76016 Spider-Helicopter Rescue
また、宣伝用としてSpider-Manのポリバッグ（製造番号：30302）が発売された。
2015年8月2日には、以下の2つのセットが発売された。
- Carnage's Shield Sky Attack（製造番号：76036）
- Rhino and Sandman Super Villain Team-up（製造番号：76037）

さらに、宣伝用としてSpider-Man Super Jumperのポリバッグ（製造番号：30305）が発売された。
2016年には、宣伝用としてSpider-Man vs. The Venom Symbioteのポリバッグ（製造番号：30448）が発売された。

### アメイジング・スパイダーマン
2013年のサンディエゴ・コミコンでは、映画『アメイジング・スパイダーマン』を基にしたスパイダーマンのミニフィギュアが、イベント限定で配布された。
2014年には、映画『アメイジング・スパイダーマン2』を基にしたプロモーション用ポリバッグ エレクトロ（製造番号：5002125）が発売された。

### その他のスパイダーマン
2016年8月1日には、以下の3つのセットが発売された。
- 76057 Spider-Man: Web Warriors Ultimate Bridge Battle
- 76058 Spider-Man: Ghost Rider Team-Up
- 76059 Spider-Man: Doc Ock's Tentacle Trap[10]

2018年11月25日には、以下の5つのセットが発売された。
- 76113 Spider-Man Bike Rescue
- 76114 Spider-Man's Spider Crawler
- 76115 Spider Mech vs. Venom
- 76133 Spider-Man Car Chase
- 76134 Spider-Man: Doc Ock Diamond Heist

2019年には、宣伝用ポリバッグ30451 Spider-Man's Mini Spider Crawlerが発売された。
2020年1月2日には、以下の5つのセットが発売されました。
- 76146 Spider-Man Mech
- 76147 Vulture's Trucker Robbery
- 76148 Spider-Man vs. Doc Ock
- 76149 The Menace of Mysterio
- 76150 Spiderjet vs. Venom Mech[11]

その後、2020年7月3日には、以下の2つのセットが発売された。
- 76151 Venomosaurus Ambush
- 76163 Venom Crawler[12]

2021年1月2日には、以下の5つのセットが発売された。
- 76171 Miles Morales Mech Armor
- 76172 Spider-Man and Sandman Showdown
- 76173 Spider-Man and Ghost Rider vs. Carnage
- 76174 Spider-Man's Monster Truck vs. Mysterio
- 76175 Attack on the Spider Lair[13]

その後、2021年には以下の4つのセットが発売された。
- 40454 Spider-Man versus Venom and Iron Venom
- 76187 Venom
- 76198 Spider-Man & Doctor Octopus Mech Battle
- 76199 Carnage

2021年6月1日には、最初のマーベル・モジュラーセット76178 デイリー・ビューグルが発売された。このセットは、すべてのライセンスおよび非ライセンスのモジュラーセットの中で最も高いもので、約82センチメートルの高さがある。セットは3772ピースで構成されており、ミニフィギュアは25体以上（スパイダーマン、J・ジョナ・ジェイムソン、ドクター・オクトパス、デアデビルなど）が含まれている。このセットには、4つの階層（屋上を除く）を持つデイリー・ビューグルの高層ビルが含まれ、新聞スタンド、スパイダー・バギー、タクシーなども描かれている。ビル内の部屋にはロビー、編集者のデスク、ストレージルーム、ジェイムソンのオフィス、ブランツの秘書デスクが描かれている。また、床の一部には、『967年版スパイダーマン』からのミームに言及する要素が含まれている。このセットは、アレイ（裏通り）も含まれている数少ないモジュラー建物の1つとなっている。

#### マーベル・シネマティック・ユニバース映画を基にしたセット
映画『スパイダーマン:ホームカミング』を基にしたセットが2017年6月2日に発売された。発売されたセットは以下の2つ。
- 76082 ATM Heist Battle
- 76083 Beware the Vulture

『スパイダーマン:ファー・フロム・ホーム』を基にしたセットが2019年4月22日に発売された。発売されたセットは以下の3つ。
- 76128 Molten Man Battle
- 76129 Hydro-Man Attack
- 76130 Stark Jet and the Drone Attack

その後、2019年6月12日に限定セット40343 Spider-Man and the Museum Break-Inが発売された。
『スパイダーマン:ノー・ウェイ・ホーム』映画に関連して、2021年には三部作の全ての映画に基づくセットが発売された。発売されたセットは以下の3つ。
- 76184 Spider-Man vs. Mysterio's Drone Attack
- 76185 Spider-Man at the Sanctum Workshop
- 76195 Spider-Man's Drone Duel

その後、2023年5月に76261 Spider-Man Final Battleセットが発表され、2023年8月に発売された。
76261セットには、2004年以降初めて登場するトビー・マグワイア版スパイダーマンとアルフレッド・モリーナ版ドク・オック、2003年以降初めて登場するウィレム・デフォー版グリーン・ゴブリン、2014年以降初めて登場するアンドリュー・ガーフィールド版スパイダーマンとジェイミー・フォックス版エレクトロ、またトーマス・ヘイデン・チャーチ版サンドマンがLEGO初登場で、サンドマンはビルド可能な砂の手として表現されている。

#### Marvel's Spider-Man
2019年のサンディエゴ・コミコンでは、PS4版『Marvel's Spider-Man』を基にしたイベント限定のスパイダーマンミニフィギュアが発売された。このミニフィギュアは、インソムニアック・ゲームズによる2018年のゲームを基にしている。
2020年のサンディエゴ・コミコン限定で、クラシック・スーツ・マイルス・モラレスが登場した。このセットは、2020年10月に行われたスイープステークスの一環として配布され、ゲーム『Marvel's Spider-Man:Miles Morales』を基にしている。

### LEGOアート
The Amazing Spider-Man（製造番号：31209）は、2023年8月1日に発売され、LEGO Artの一部として、コミック『The Amazing Spider-Man』を基にしたセット。このセットは2,099ピースで構成されています。付属するサウンドトラックには、マーベルのシニア・エディターであるトム・ブレヴォートとニック・ローのインタビューが含まれている。

## メディアミックス作品

### アニメ映画
「あつまれ!LEGO マーベル・スーパーヒーローズ（LEGO Marvel Super Heroes Maximum Overload）」（2013年）
マーベル・コミックのキャラクターたちをテーマにした映画であり、「レゴ マーベル・スーパーヒーローズ」に登場するキャラクターたちが登場する。2013年11月5日に全5部作としてオンラインで公開され、NetflixやAmazon Prime Videoで配信され、Amazon Prime向けに無料で提供された。日本では2014年5月12日からディズニーXDで放送されたことがある。
「LEGO マーベル／アベンジャーズ・リアッセンブル（LEGO Marvel Super Heroes Avengers Reassembled）」（2015年）
この作品ではアベンジャーズを含むマーベルのスーパーヒーローが数々登場する。映画『アベンジャーズ/エイジ・オブ・ウルトロン』を再構築したストーリーで、映画『アントマン』や『スパイダーマン』の要素も取り入れている。本作はディズニーXDで放送され、LEGO.comでも視聴可能となった。日本では2016年11月19日からディズニーXDで放送されたことがある。
「LEGO マーベル スパイダーマン/ヴェノムの野望（LEGO Marvel Spider-Man Vexed by Venom）」 (2019年)
スパイダーマン主演のテレビ映画。YoutubeとディズニーXDで初公開。日本では2020年3月からディズニーデラックス、その後はディズニープラスで公開されていたが現在は終了している。
キャスト
| キャラクター                              | 担当声優             | 日本語吹替 |
| ----------------------------------------- | -------------------- | ---------- |
| ピーター・パーカー/スパイダーマン         | ロビー・デイモンド   | 岩中睦樹   |
| ヴェノム                                  | ベン・プロンスキー   | 藤井隼     |
| グウェン・ステイシー/ゴースト・スパイダー | ローラ・ベイリー     | 大平あひる |
| メリー・ジェーン・ワトソン                | タラ・ストロング     | 織江珠生   |
| グリーン・ゴブリン                        | ジョシュ・キートン   | 花田光     |
| ドクター・オクトパス                      | ロビー・デイモンド   | 菅原雅芳   |
| 女性科学者A                               | ジェニファー・ホール | 松村夏紀   |
| 女性科学者B                               | タラ・ストロング     | 織江珠生   |
| 配達員の男                                | ベン・プロンスキー   | 蒔村拓哉   |

「スパイダーマン:アクロス・ザ・スパイダーバース」（2023年）
アクロス・ザ・スパイダーバースでスポットが見た世界にレゴ版ピーター・パーカー/スパイダーマンが登場する。声を担当したのはニック・ノウィッギ、日本語版では猪野学。
このシーンは、14歳のプレストン・ムタンガによってアニメ化された。プレストンは、映画の予告編をLEGOスタイルで再アニメーションし、映画製作者の注目を集めたことで知られている。

### テレビゲーム
「LEGO マーベル スーパー・ヒーローズ ザ・ゲーム（Lego Marvel Super Heroes）」（2013年）
2013年10月に発売されたテレビゲーム。最初は「LEGO アベンジャーズ」として制作される予定だったが、開発チームはアベンジャーズだけでなく他のマーベルヒーローもプレイできるようにすべきだと感じ、それを付け足すことに決定した。このゲームはiOS、PC、PlayStation 3、PlayStation 4、PlayStation Vita[42]、Nintendo DS、Nintendo 3DS、Wii U、Xbox 360、Xbox One向けにリリースされ、OS X版にはFeral Interactiveから発売された。
「Lego Marvel's Avengers」（2016年、日本未公開）
Lego Marvel Super Heroesシリーズの2作目として、2016年1月26日に発売されました。このゲームは、映画『アベンジャーズ』および『アベンジャーズ: エイジ・オブ・ウルトロン』のストーリーを追求している。このゲームはPC、PlayStation 3、PlayStation 4、PlayStation Vita、Nintendo 3DS、Wii U、Xbox 360、Xbox Oneでリリースされた。
「LEGO マーベル スーパー・ヒーローズ 2 ザ・ゲーム（Lego Marvel Super Heroes 2）」（2017年）
Lego Marvel Super Heroesシリーズの第3作目として、2017年11月14日に発売された。このゲームは、オリジナルの『マーベル スーパー・ヒーローズ ザ・ゲーム』の直接的な続編であるが、関連性がない。